# Wiktor Jarosław Darasz
Wiktor Jarosław Darasz (ur. 1975) – polski tłumacz literatury pięknej, zwłaszcza poezji. Z wykształcenia jest bohemistą.
Ukończył studia w zakresie filologii słowiańskiej na Uniwersytecie Jagiellońskim. Studiował też na Uniwersytecie Karola w Pradze. Tytuł magistra uzyskał w 1999 na podstawie pracy o twórczości czeskiego poety Jiříego Ortena. Opublikował kilkanaście prac teoretycznoliterackich z dziedziny wersologii i eufonologii. Dotyczyły one polskiego wiersza sylabotonicznego, historii i przemian europejskiego sonetu, instrumentacji głoskowej i semantycznej funkcji powtórzeń dźwiękowych. Wydał podręcznik teorii wiersza Mały przewodnik po wierszu polskim, wykorzystywany jako lektura uzupełniająca na kilku uczelniach. Książka ta została oceniona jako mała, ale pojemna.
Przekładem literackim zajmuje się od dwudziestu lat. Tłumaczy głównie z czeskiego i angielskiego. Publikował w Przekładańcu i Frazie. Przyswajał wiersze między innymi Roberta Browninga, Edgara Allana Poego, Gilberta Keitha Chestertona, Emmy Lazarus, Jan Zahradníčka, Jiříego Ortena, Oldřicha Vyhlídala, Viktora Dyka, Jana Skácela, David Herbert Lawrence’a, Gwyneth Lewis i Elinor Wylie. Przełożył około pięciuset wierszy i epigramatów.